# Air Charter International

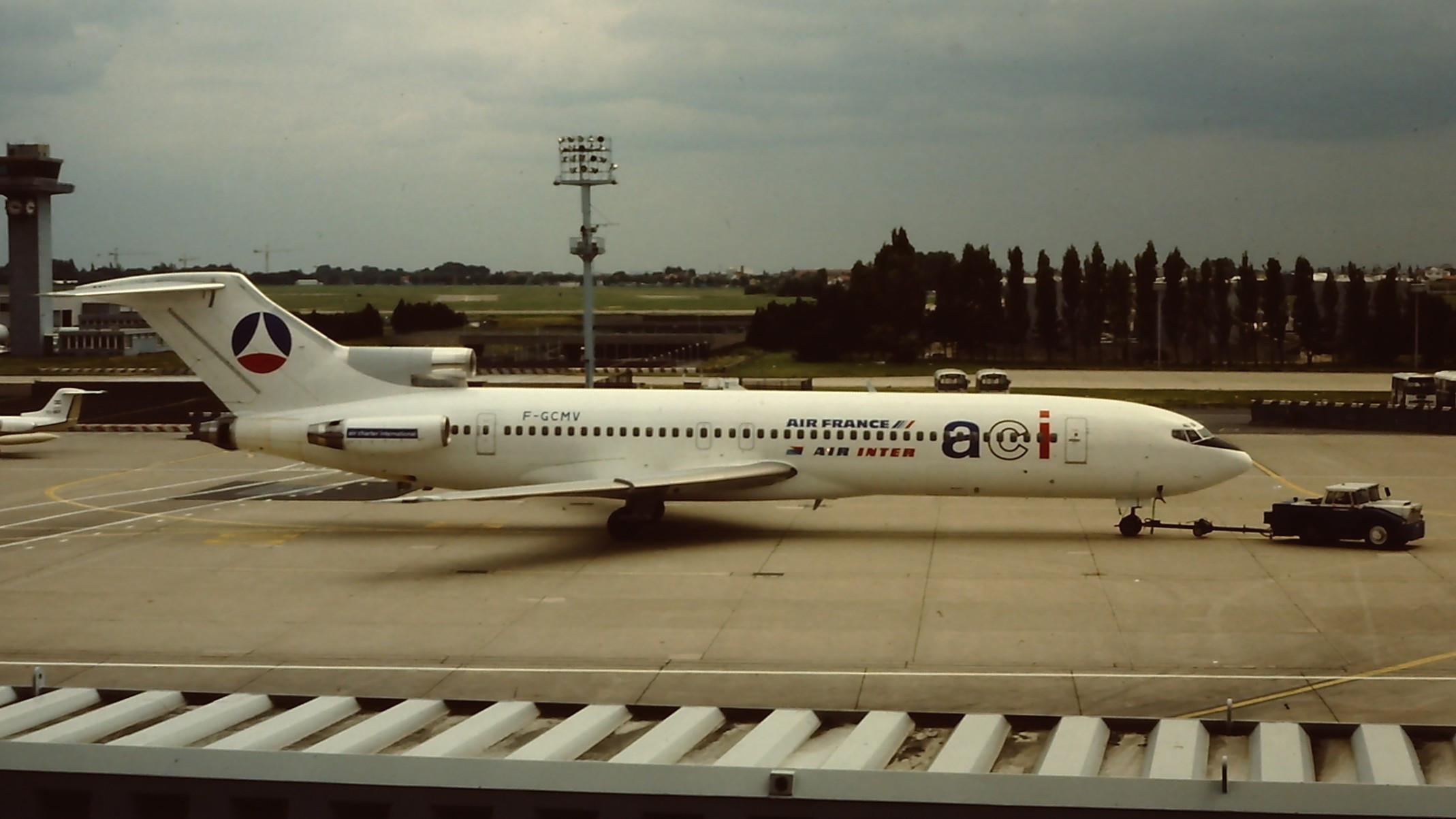
Boeing 727 в 1981 году

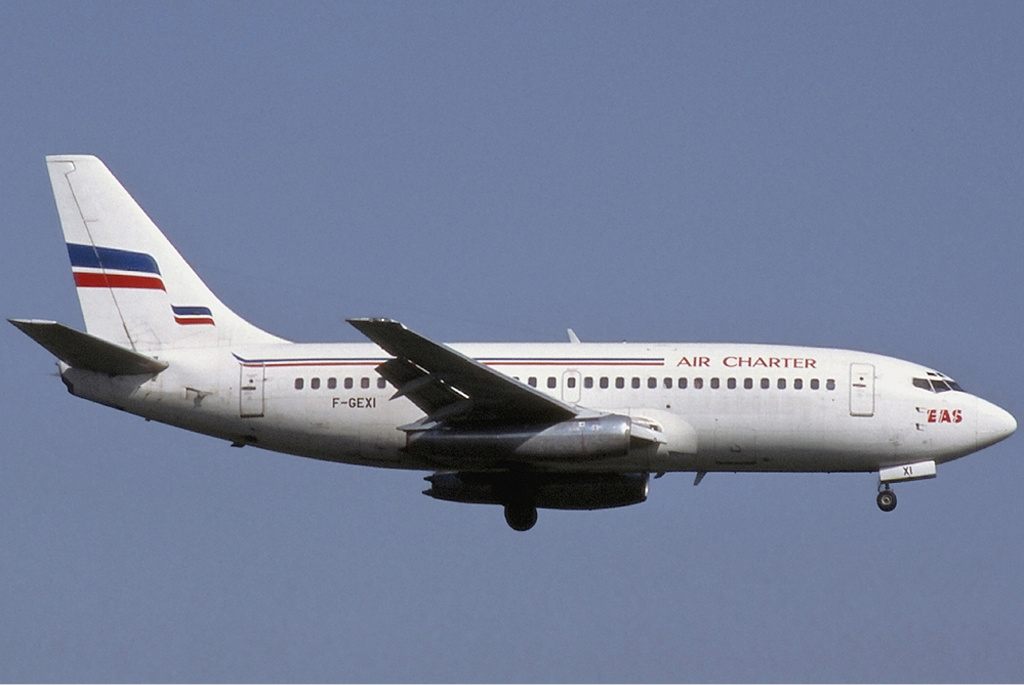
Boeing 737-200 авиакомпании Air Charter International

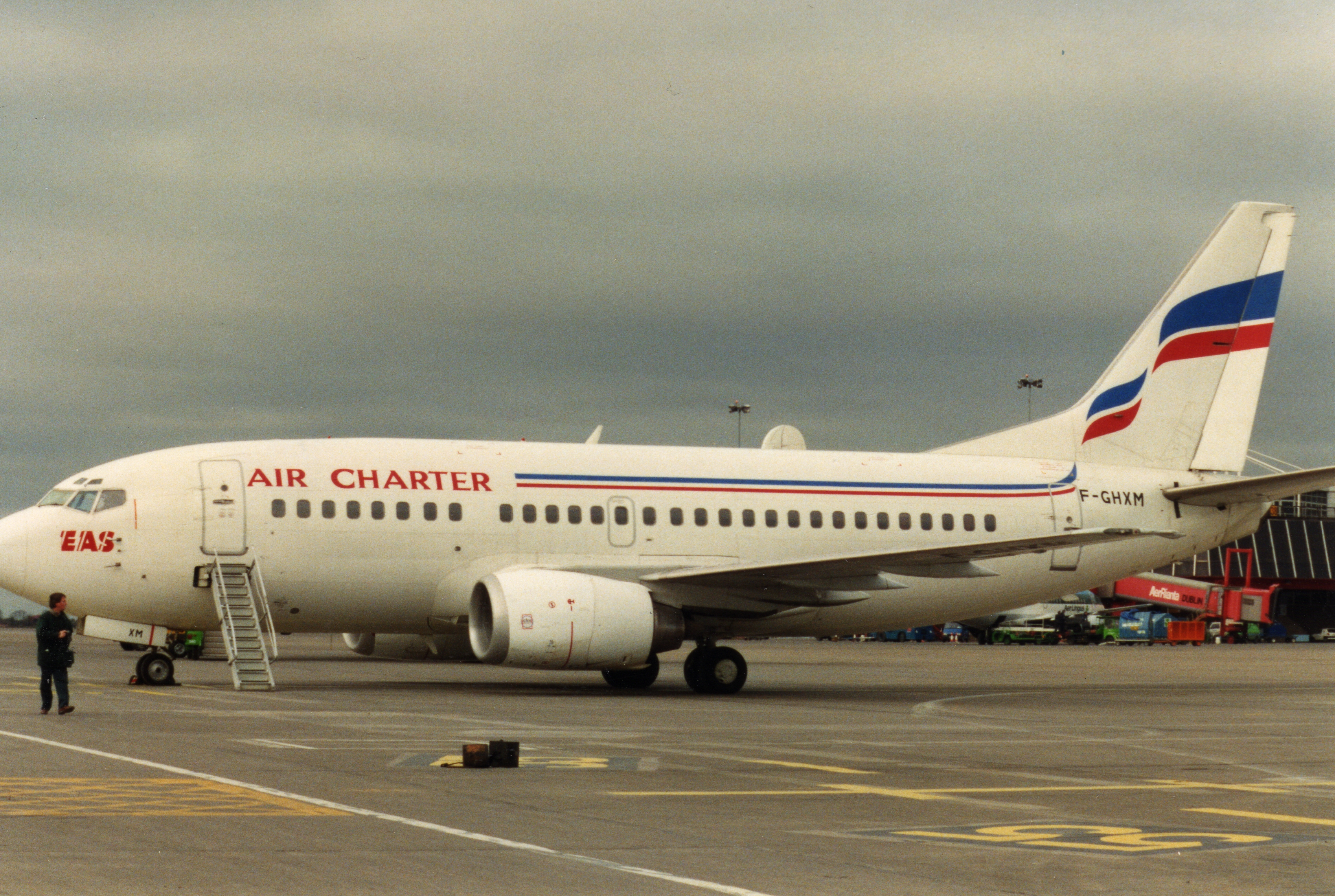
Арендованный Boeing 737-500 в смешанной ливрее компаний Air Charter и EAS Europe Airlines в аэропорту Дублина, 1993 год

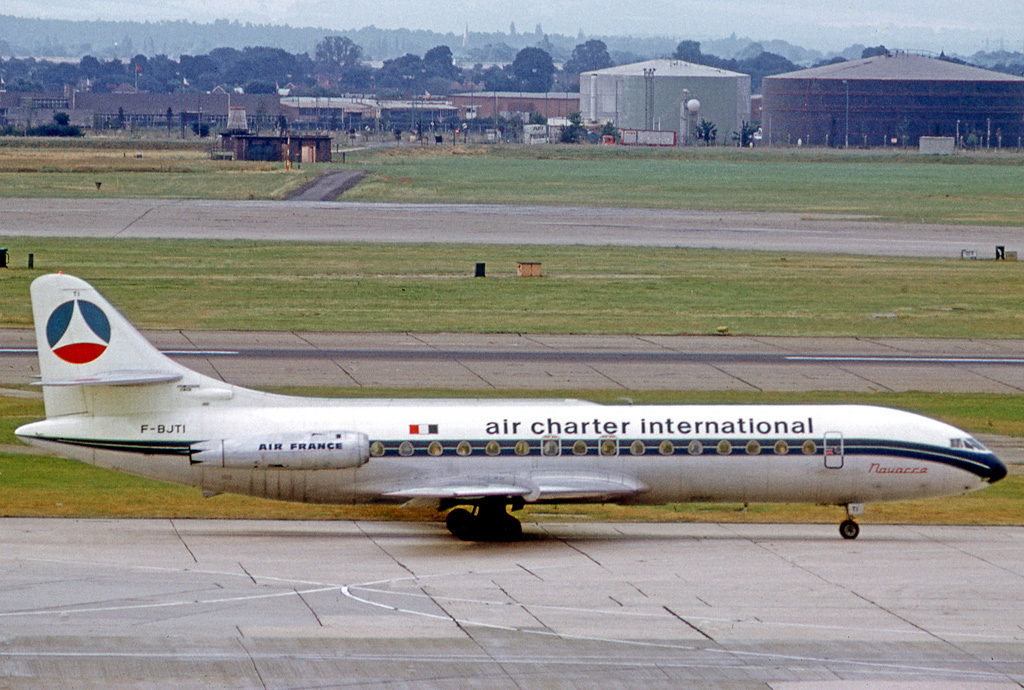
Caravelle III авиакомпании Air Charter International, 1971 год

Air Charter International — упразднённая чартерная авиакомпания Франции, работавшая в сфере грузовых и пассажирских перевозок в период с 1966 по 1998 год.

## Основание
Societé Aérienne Française d’Affrètements (SAFA) была основана 7 февраля 1966 года в качестве дочернего предприятия национального авиаперевозчика Air France. Компания начала операционную деятельность 25 июля того же года с чартерных полётов из Парижа в средиземноморские страны на четырёх самолётах: двух Sud Caravelle и двух Lockheed Super Constellation.

## Смена бренда
8 декабря 1969 года авиакомпания сменила своё официальное название на Air Charter International (ACI).
В 1971 году компания эксплуатировала флот из семи лайнеров Caravelle III и перевезла к тому времени 420 тысяч пассажиров.
В 1972 году Air Charter International получила свои первые два самолёта Boeing 727—200. С 1982 года авиакомпания выполняла трансатлантические чартерные рейсы в США и Канаду на взятом в мокрый лизинг у Air France широкофюзеляжном Boeing 747—200 .

## 1980-е и 90-е
В 1984 году компания вновь сменила своё официальное название на Air Charter.
Вплоть до 1992 года Air Charter арендовала шесть самолётов Super Caravelle 10B3 и два лайнера Boeing 737—200 у корпорации EAS (Europe Aéro Service).
В середине 1990-х годов авиакомпания заменила машины Boeing 727 на более современные Airbus A320.
После слияния Air France и Air Inter в 1998 году Air Charter прекратила операционную деятельность 24 октября того же года.

## Воздушный флот
Авиакомпания эксплуатировала следующие самолёты в собственной цветовой схеме:
- Airbus A300B4-203[4]
- Airbus A310-324
- Airbus A320-200
- Boeing 727-200 — лизинг у Europe Aéro Service[5]
- Boeing 737—200, 737—400 и 737—500 — лизинг у Europe Aéro Service
- Sud Aviation Caravelle III и 10B — 10B3 в лизинге у Europe Aéro Service

Другие самолёты, использовавшиеся Air Charter в ливреях других авиакомпаний:
- Boeing 747-200 — лизинг у Air France
- Dassault Mercure — лизинг у Air Inter
- Fokker F-28 лизинг у Touraine Air Transport
- Lockheed Super Constellation — лизинг у Air France.